# Didona
Didona, tudi Dido ter Elisa, je bila mitološka ustanoviteljica Kartagine in njena prva kraljica. Opisana je tudi v Vergilovem epu Eneida. V epu ponudi zavetišče edinemu preživelemu trojanskemu junaku Eneju, sinu boginje Venere (Afrodite), ki že sedem let blodi po morju. Tam ji Enej pripoveduje o padcu Troje in o poteku vojne. Didona se vanj zaljubi in ima z njim ljubezensko razmerje (imela naj bi tudi otroke z Enejem). Ko Enej zaradi naloga bogov odide v Italijo, ga Didona prekolne in naredi samomor. Po tej zgodbi je angleški skladatelj Henry Purcell napisal opero Didona in Enej.